# Milà-Sanremo 1996
La Milà-Sanremo 1996 fou la 87a edició de la Milà-Sanremo. La cursa es disputà el 23 de març de 1996 i va ser guanyada per l'italià Gabriele Colombo, que s'imposà a l'esprint en la meta de Sanremo als seus companys d'escapada, Alexandre Gontxenkov, Michele Coppolillo i Maximilian Sciandri.
198 ciclistes hi van prendre part, acabant la cursa 175 d'ells.

## Classificació final
|    | Ciclista             | Equip                   | Temps      |
| -- | -------------------- | ----------------------- | ---------- |
| 1  | Gabriele Colombo     | Gewiss-Playbus          | 7h 00' 27" |
| 2  | Alexandre Gontxenkov | Roslotto-ZG Mobili      | + 01"      |
| 3  | Michele Coppolillo   | MG Maglificio-Technogym | m. t.      |
| 4  | Maximilian Sciandri  | Motorola                | m. t.      |
| 5  | Stefano Zanini       | Gewiss-Playbus          | + 32"      |
| 6  | Fabio Baldato        | MG Maglificio-Technogym | m. t.      |
| 7  | Mario Cipollini      | Team Saeco              | m. t.      |
| 8  | Johan Museeuw        | Mapei-GB                | m. t.      |
| 9  | Laurent Brochard     | Festina                 | m. t.      |
| 10 | Andrei Txmil         | Lotto-Isoglass          | m. t.      |